# Samuela
Samuela és un gènere amb dues espècies de plantes suculentes que pertanyen a la família de les Agavàcies.
És un sinònim del gènere Yucca.

## Taxonomia
- Samuela carnerosana
- Samuela faxoniana